# Conus daucus
El Conus daucus es una especie de caracol de mar, un molusco gasterópodo marino en la familia Conidae, los caracoles cono y sus aliados.
Estos caracoles son depredadores y venenosos. Son capaces de "picar" a los seres humanos y seres vivos, por lo que debe ser manipulado con cuidado o no hacerlo en absoluto.

## Descripción
La longitud de la concha varía entre 19 mm y 66 mm.

## Distribución
Esta especie se encuentra en el mar Caribe, el Golfo de México, al noreste de Brasil, la cordillera del Atlántico Norte, el Mar Rojo, y en el Océano Índico en la cuenca de las islas Mascareñas.

## Hábitat
La profundidad mínima registrada es de 0 m y la máxima es de 120 m.

## Referencias

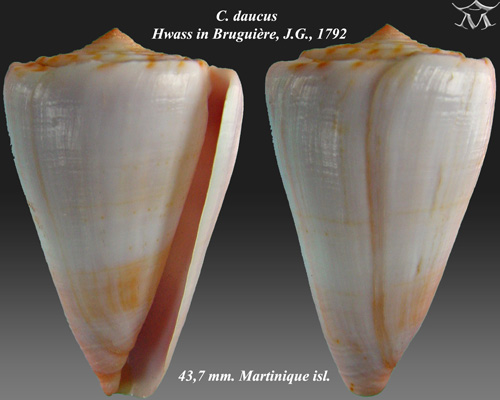
Conus daucus Hwass in Bruguière, J.G., 1792
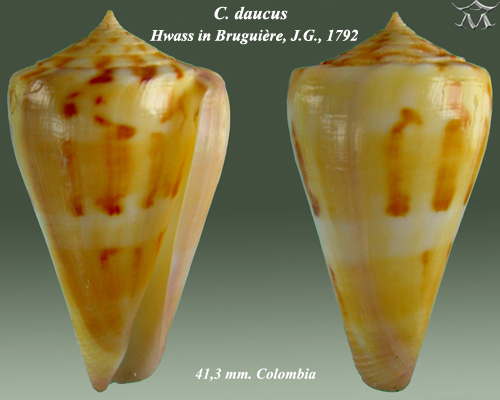
Conus daucus Hwass in Bruguière, J.G., 1792